# Luciano Vezzani
Luciano Vezzani (Modena, 20 settembre 1905 – Modena, 11 giugno 1992) è stato un calciatore italiano, di ruolo attaccante.

## Biografia

### L'infanzia
Quarto di sei fratelli, nasce a Modena nel centrale rione di via della Cerca. Orfano di padre in tenera età, vive con la madre, abile commerciante di vestiti e di mobili, attività che le permette di crescere e anche fare studiare (ardua impresa nell'Italia di inizio secolo) tutti i figli. Tutti tranne il piccolo Luciano, che approfitta dell'assenza della madre per marinare la scuola o uscire di casa furtivamente per "lanciarsi" in piazza Roma a giocare a pallone, all'interno del recinto che una volta cingeva il monumento a Ciro Menotti. Terminati così gli studi, come avviene a quei tempi, Vezzani viene assunto come garzone nella bottega di salumeria di Zanasi (la storica salumeria di porta Bologna), appassionato calciofilo e presidente della squadra del S. Lazzaro, partecipante ai campionati della neonata lega ULIC, il quale non tarda a vedere in Luciano la vena calcistica, affidandogli così la prima maglia da giocatore.

### Dopo la fine della carriera sportiva
Nella città geminiana acquista il rinomato bar Farini, importante attività dell'omonima via del centro cittadino, assieme alla moglie. Durante la permanenza in Piemonte, infatti, conosce e sposa Giovanna Berardo, giovane indossatrice torinese. Il matrimonio tuttavia risulterà ben poco felice. Trasferitisi a Modena, infatti, il matrimonio naufraga ben presto. Da quella esperienza Luciano non si risposerà più, mentre della moglie non si avrà più notizia sino alla morte, avvenuta a Torino all'età di 54 anni. Negli anni '50 Vezzani rientra nei ranghi tecnici della società gialloblù, come allenatore delle minori canarine, sotto la direzione tecnica del maestro Ugolini. Proprio il tormentato rapporto con il grande dirigente canarino sarà, a quanto si dice, alla base della rottura del rapporto con la società del Modena.
Così, dopo alcuni timidi tentativi alquanto poco convinti come allenatore in provincia, lascia il calcio per rimanere però, a modo suo, nell'ambiente. Gestirà infatti per anni il Bar dello Stadio comunale di Modena, il quale diventerà sotto la sua gestione, oltre all'intera sua vita, un popolare ritrovo di personaggi simpaticamente folkloristici di una Modena ancora piccolissima e provinciale. Rimosso dalla gestione del locale non senza polemiche (che coinvolgeranno addirittura gli organi politici della città) piomba in una grave crisi depressiva, dalla quale si risolleverà solamente dopo lunghe cure, lasciando tuttavia il lavoro, e trascorrendo a Modena gli ultimi anni di vita, assieme alla nipote Lella, che di lui si prenderà cura sino alla morte, avvenuta nel 1992.

## Carriera
La sua carriera inizia nel quartiere di S. Lazzaro, dove arriva alla ribalta da giovane nella omonima squadra dei Liberi. Dotato di fisico asciutto, gambe corte, potentissime e nerborute. La ridotta statura e l'apparenza minuta gli valgono il soprannome di Cianéin (abbreviazione dialettale del diminutivo Lucianino).
Calcisticamente è giocatore di fine tecnica, dotato di gran forza fisica e di un'elevazione che lo rende superiore anche a giocatori di ben più alta statura. Gran dribblatore, possiede uno scatto bruciante che lo rende un bravo centrattacco. È stato, cronache alla mano e testimonianze attendibili, l'inventore del doppio passo, (attribuito poi a Biavati) sua caratteristica e colpo preferito. Dal S. Lazzaro al Modena il passo è assai breve. Alla corte dei canarini, sarà allievo di Attilio Fresia, nella scuola calcio da lui fondata e gestita, che lancerà anche giocatori del calibro di Alfredo Mazzoni e Bruno Dugoni. È così che Vezzani con i gialloblù esordisce a diciassette anni nella massima serie. Dopo cinque stagioni, nel 1927 viene chiamato al Torino del Conte Enrico Marone di Cinzano che lo acquista per la stratosferica cifra, per allora, di 50.000 lire.

Vezzani (a sinistra) alle prese con il bolognese Gastone Baldi al Campo Torino di Corso Filadelfia, nella stagione 1927-1928.

La presenza, nello squadrone granata, della coppia di attaccanti Rossetti - Libonatti, lo costringe a trasformarsi in ala destra, ruolo che non gli appartiene ma nel quale, tuttavia, per le proprie caratteristiche tecniche, si distinguerà presto come uno degli artefici principali del primo scudetto della storia granata, togliendosi oltretutto la grande soddisfazione di essere il quarto cannoniere del Toro, con 13 reti, proprio dopo il trio delle meraviglie composto da Baloncieri e, appunto, Libonatti e Rossetti. Nel 1928 segue il Torino per la tournée in Spagna organizzata per festeggiare la conquista dello scudetto, con una serie di partite contro una selezione spagnola. Durante l'ultima partita, rivincita fuori programma richiesta dai granata e che prolungherà la loro permanenza in terra iberica, si narra che Vezzani, trovatosi a tu per tu con il “ragno nero” Ricardo Zamora, lo abbia dribblato, per poi aspettarlo sulla linea di porta battendolo con un irridente colpo di tacco. Durante la stagione 1928-1929 diventa, suo malgrado, protagonista della sfortunata finale per lo scudetto. Durante la terza partita, a Roma, per lo spareggio, sostituisce a centrocampo l'espulso Janni. Durante la partita, a causa di uno dei tanti interventi decisi che caratterizzarono la contesa, si procura una distorsione ricadendo al suolo dopo un contrasto aereo ed esce dal campo, lasciando il bolognese Muzzioli libero di entrare in area e battere Bosia per il gol dell'1-0 finale. Proprio per le sue caratteristiche di gioco, infatti, incorre spesso nei rigori dei difensori avversari, tanto che il 20 ottobre del 1929 si procura, nella gara interna contro il Livorno, un grave infortunio (rottura dei legamenti crociati e lussazione del perone) che lo terrà fuori dai campi di gioco per lungo tempo e ne condizionerà poi tutta la carriera e la stessa integrità fisica: un brutto fallo che, sosterrà sempre Luciano, gli era stato promesso. Dopo alcuni vani tentativi di cura, viene operato a Roma, in estrema sintesi e per volontà del Torino, da un luminare della scienza ortopedica, che riesce a sollevarlo, sino alla possibilità di riprendere a giocare, sebbene mai più con la stessa freschezza.
Per gli amanti della statistica, proprio in quel campionato 1929/30, nel quale riesce a giocare solamente le prime tre gare, passa alla storia come il giocatore granata ad avere realizzato il primo gol del Torino nei campionati a girone unico, segno che la sua vena realizzativa era ancora ben là dal terminare. Estremamente combattivo sul campo, risulta a volte quasi rissoso, a causa di una notevole vena aggressiva. Un esempio ne è una partita amichevole nel 1928 con la maglia granata nella sua Modena. Un suo furioso litigio con il portiere canarino, a seguito di uno scontro di gioco mal digerito a cui fa seguito la vendetta causa la sospensione del match. All'apparenza estremamente schivo e riservato, lo si ricorda tuttavia sempre propenso (in barba proprio al carattere e al fisico asciutto) alle grandi abbuffate e bevute in compagnia, nonostante le quali i suoi recuperi si narrano prodigiosi (nei ricordi di Luigi Mazzoni, figlio del suo compagno di squadra e allenatore, Alfredo Ghèga Mazzoni, si narra di esagerate abbuffate nei giorni precedenti le partite per poi risultare comunque, il giorno seguente, il migliore in campo). Dal grave infortunio giocherà soltanto dopo più di due anni e sarà la sua ultima partita in maglia granata, il 24 gennaio 1932 a Torino contro l'Alessandria. Terminata la propria avventura nel Torino viene ceduto alla squadra del Mentone, nel campionato francese, al termine del quale, dopo una parentesi come allenatore ad Aosta, rientra nella sua Modena. Tornato al Modena nell'estate del 1932, giocherà nella squadra gialloblù per quattro stagioni, per poi passare al Carpi.

## Palmarès

### Club

#### Competizioni nazionali
- Campionato italiano: 1

Torino: 1927-1928